# Mirabile dictu
La locuzione latina Mirabile dictu, tradotta letteralmente, significa cosa meravigliosa a dirsi!
Si usa normalmente per indicare qualche cosa che mai avremmo creduto potesse accadere: Hai smesso di fumare?, "mirabile dictu!".

Si utilizza anche la forma Mirabile visu, cioè cosa meravigliosa a vedersi!.